# Gabriel Perșa
Gabriel Perșa (né le 17 décembre 1974 à Turda) est un footballeur roumain qui évoluait au poste d'attaquant.

## Biographie
Gabriel Perșa évolue en Roumanie, au Portugal, en France et en Belgique.
Il dispute notamment 59 matchs en première division roumaine, inscrivant huit buts, 12 matchs en deuxième division portugaise, sans inscrire de but, et 68 matchs en deuxième division belge, marquant 29 buts.
Il inscrit 21 buts en deuxième division belge lors de la saison 2006-2007, ce qui représente sa meilleure performance, tous championnats confondus,.

## Palmarès
- Champion de Roumanie de Division 2 en 1997 avec CSM Reșița
- Champion de Belgique de Division 3 en 2003 avec Berchem Sport
- Meilleur buteur du championnat de Belgique de Division 2 en 2007 (21 buts)